# Amilcar

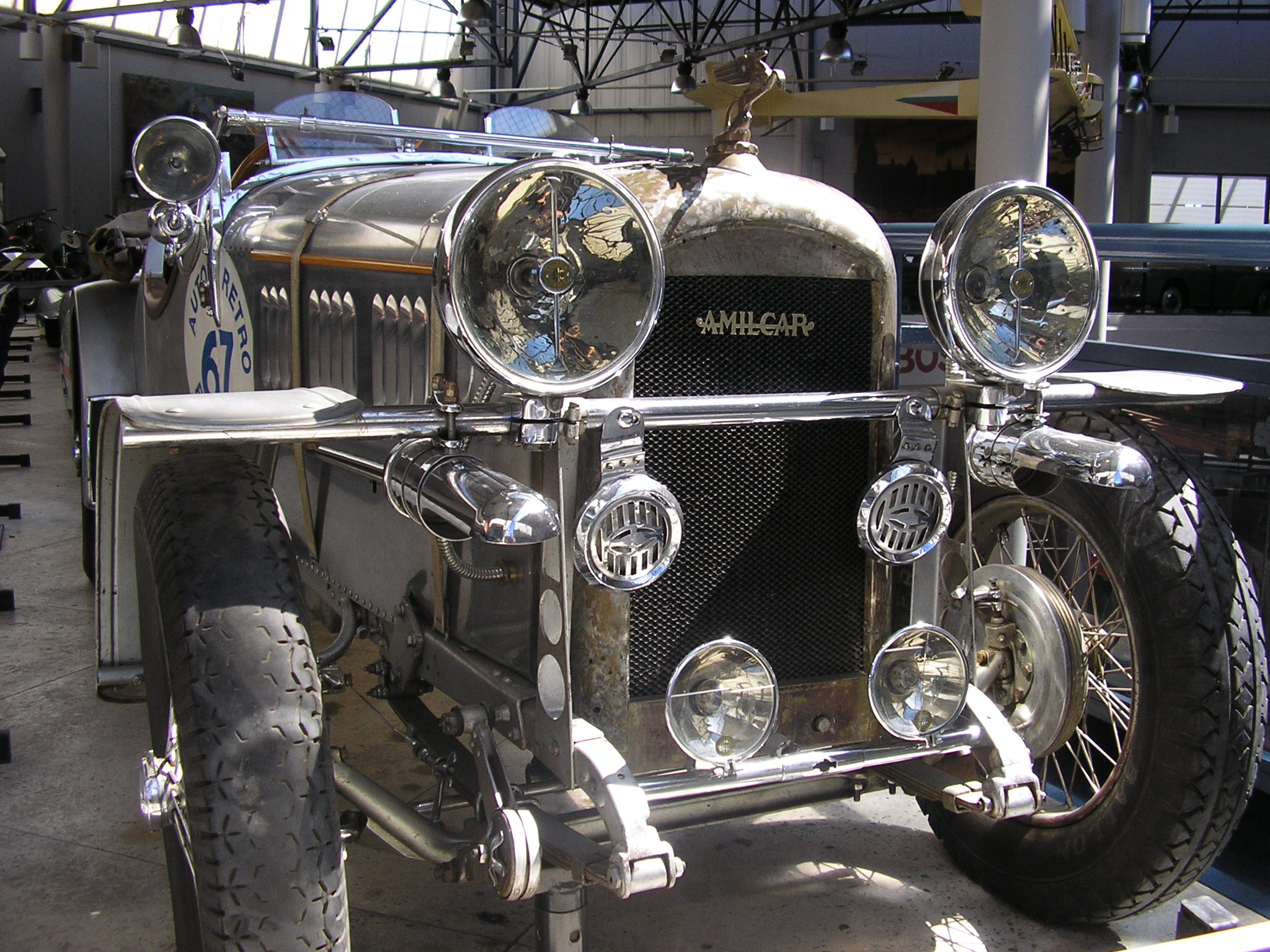
Amilcar type C-GS

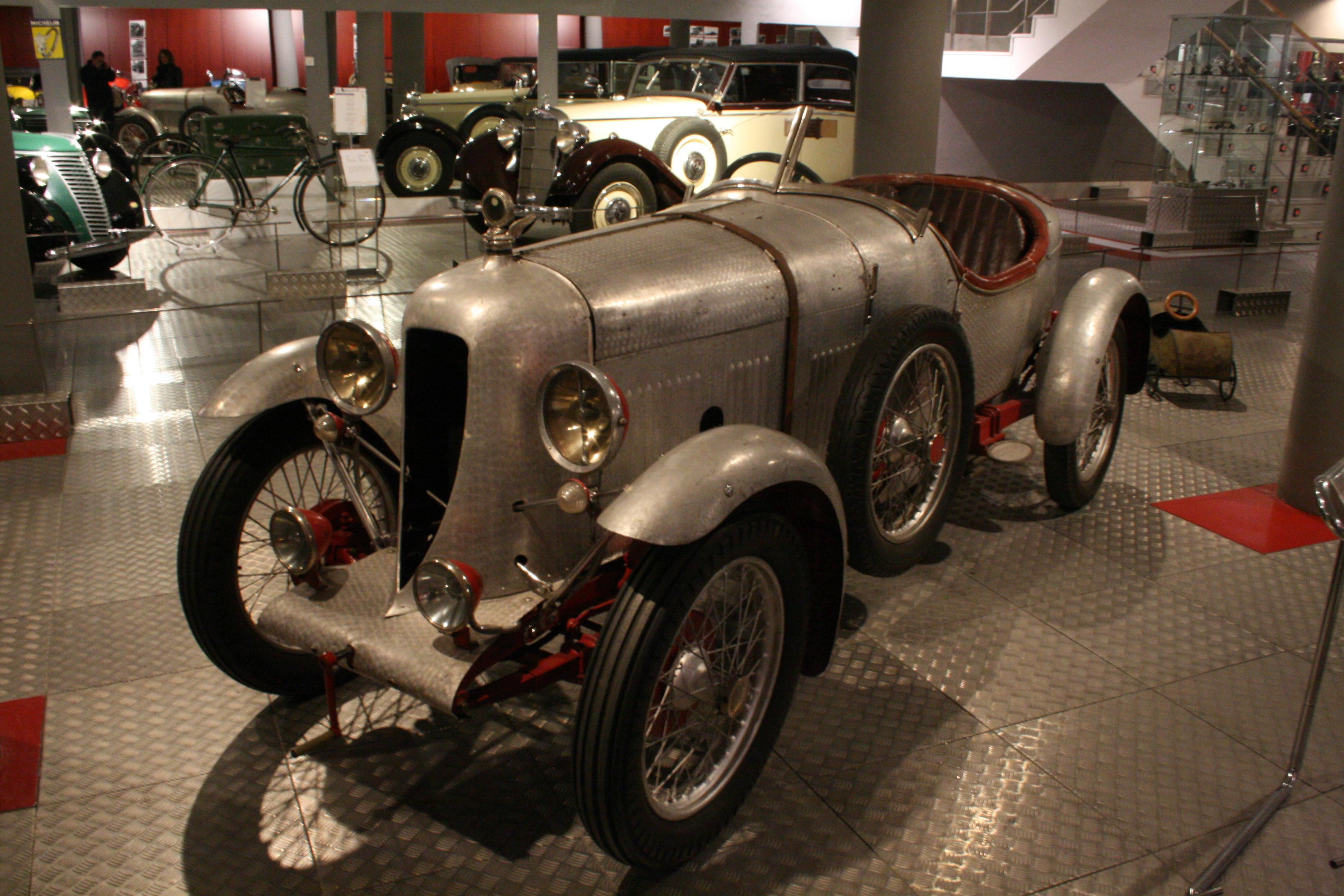
Amilcar Torpedo 1927

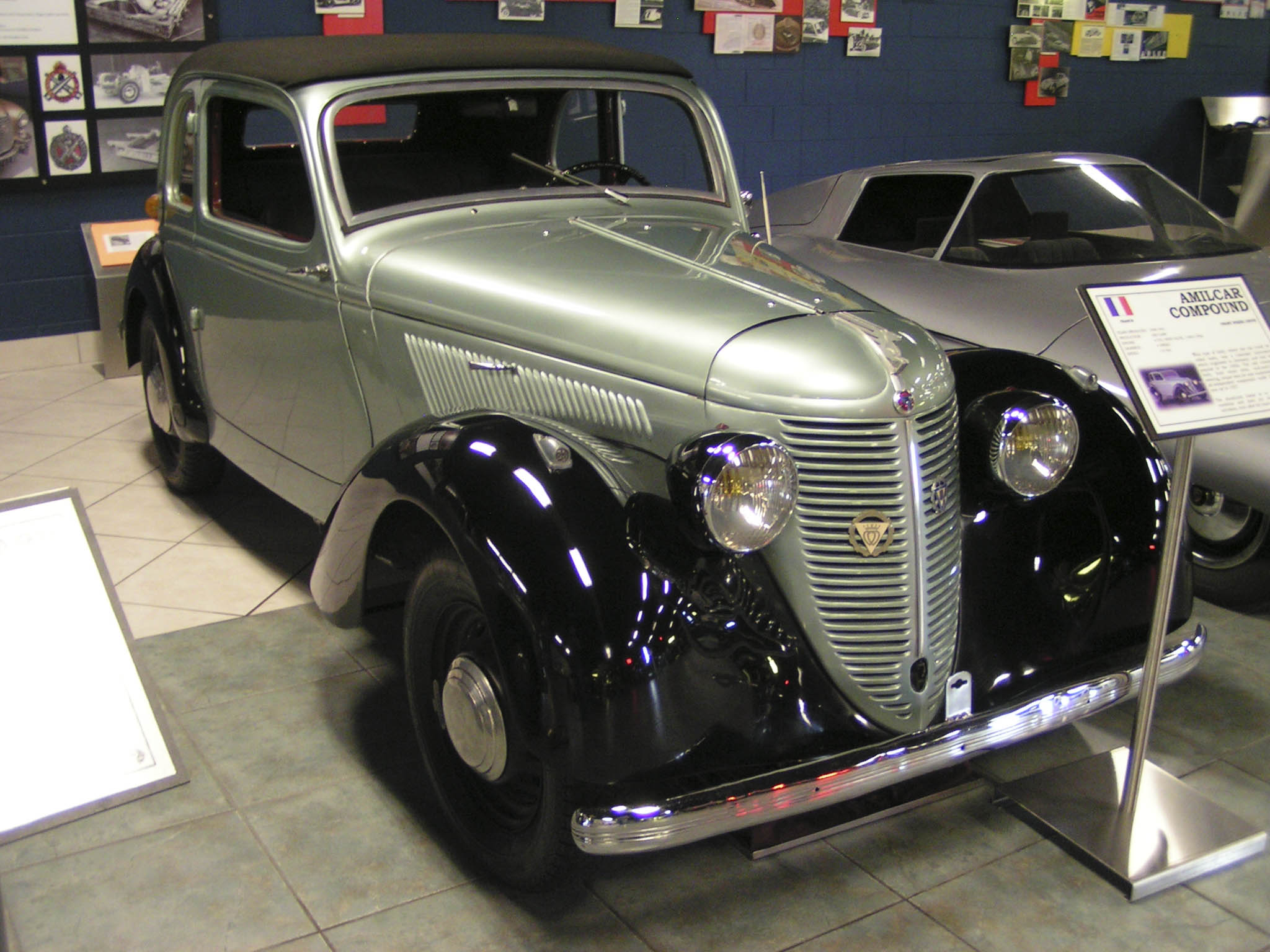
Amilcar Compound 1937

Amilcar was een Franse autofabrikant gevestigd in Saint-Denis, die onder het gelijknamige merk auto's produceerde van 1921 tot 1939. De naam is een onvolkomen anagram van de achternamen van de oprichters, Joseph Lamy en Émile Akar.
Het merk is bekend geworden door zijn kleinere wagens. Amilcar werd in 1937 overgenomen door Hotchkiss en enkele jaren later werd de productie gestaakt.
Met een Amilcar CO, een zes-cilinder met 110 pk, won Maurice Trintignant in 1947, 24 jaar na de invoering op de markt, de Grand Prix van Avignon.

## Lijst van Amilcar-modellen
- 1922 Amilcar CC
- 1922 Amilcar C4
- 1923 Amilcar E
- 1924 Amilcar CGS
- 1925 Amilcar CGS-3
- 1925 Amilcar CS
- 1926 Amilcar CGSS
- 1926 Amilcar CO
- 1927 Amilcar C6
- 1928 Amilcar M
- 1928 Amilcar C8
- 1930 Amilcar C8 bis
- 1930 Amilcar CS8
- 1934 Amilcar Pégase
- 1938 Amilcar Compound aka B38